# Tam Dân (xã)
Tam Dân là một xã thuộc huyện Phú Ninh, tỉnh Quảng Nam, Việt Nam.
Xã Tam Dân có diện tích 28,31 km², dân số năm 2019 là 10.750 người, mật độ dân số đạt 380 người/km².